# Mímika
Los mímika son un grupo étnico de aproximadamente 10 000 individuos que vive en Irian Jaya soroccidental, en la mitad occidental indonesia de la isla de Nueva Guinea. Hablan una lengua indígena local. Son campesinos y horticultores con la técnica de roza y quema. Las creencias religiosas tradicionales han caído bajo la influencia del cristianismo.
- Datos: Q5654225